# 오노성 (후쿠오카현)

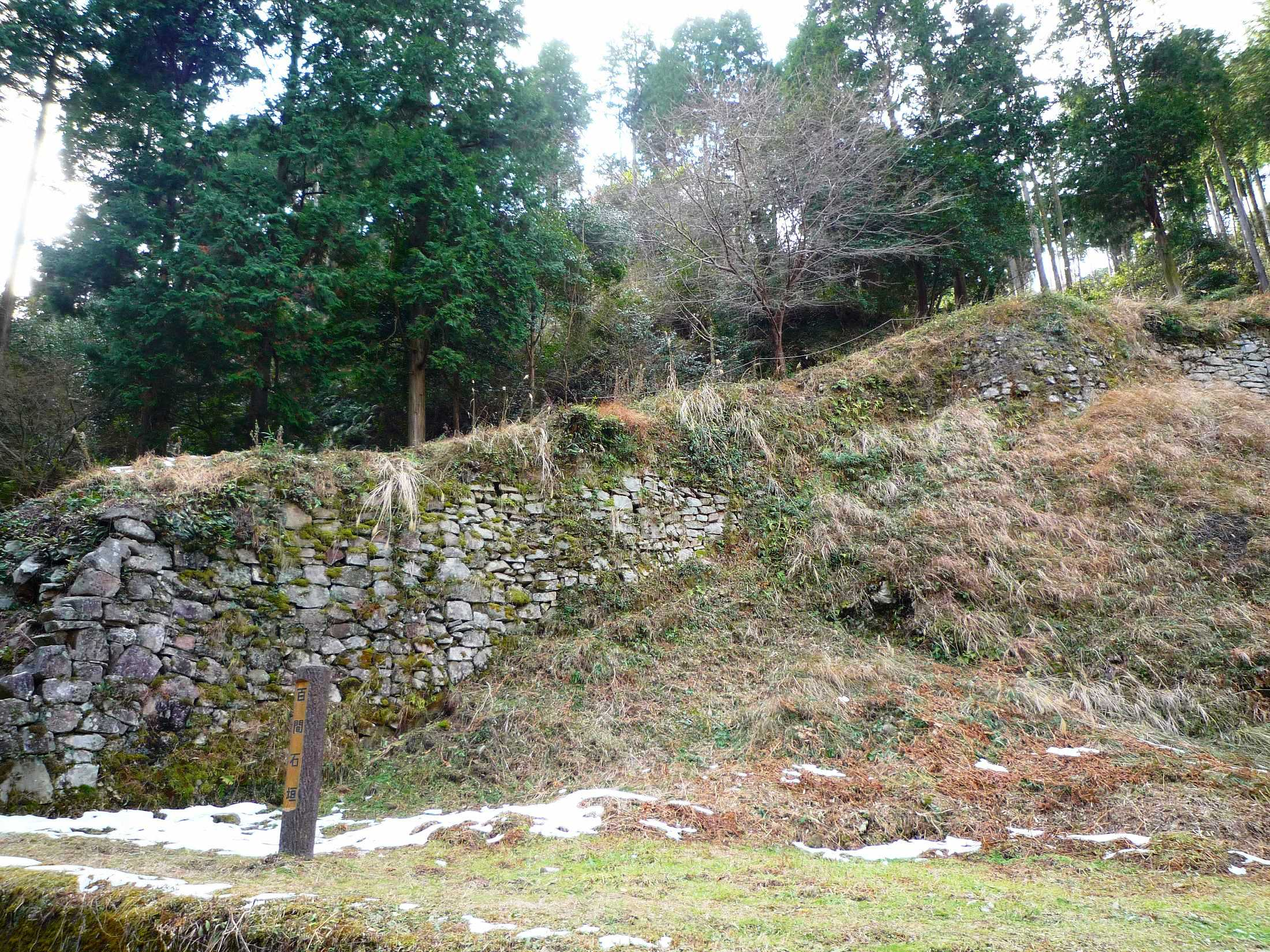

오노성 또는 오노노키(일본어: 大野城, おおのじょう 또는 おおののき)는 일본 아스카 시대(飛鳥時代)에 지쿠젠(筑前)의 시오지산(四王寺山)에 축성한 백제식 산성이다. 현재 후쿠오카현(福岡県) 오노조시(大野城市) 우미정(宇美町)에 있다. 일본은 1952년 3월 31일에 이곳을 특별사적으로 지정하였다.

## 개요
오노성을 축성한 장소는 다자이후(大宰附) 북방에 있는 표고 약 410m 시오지산(四王寺山) 일대로 비정한다. 시오지산 능선을 따라 820km에 이르는 토담이 산허리를 둘러싸고, 계곡으로 말미암아 끊어진 곳에 돌로 담을 쌓았으며, 북쪽과 서남쪽에 하나씩, 남쪽에 두 개씩 성문이 있다.
성내 평평한 고지대에서 옛 건물의 초석, 수문, 성문 흔적을 볼 수 있는데, 모두 일흔 곳에서 주춧돌 흔적을 발견했다. 이 건물터는 사람들이 모일 수 있는 회당이나 망루도 포함되어 있으며, 건물 규격은 비슷비슷하다. 무기류 외에도 탄화미 등이 발견되어 곡물을 저장했다고 볼 수 있다. 이들은 고대 한반도 축성형식을 따르고 있어, 조선식(백제식) 산성이라고 부른다. 다자이후 후방 입지 조건으로 볼 때 다자이후 방비 목적으로 세운 것으로 생각할 수 있는데, 성내에서 다수 건물 초석이 발견된 것을 볼 때, 유사시에는 오노성이 다자이후 기능을 한다고 추측할 수 있다. 산꼭대기 서쪽으로 뻗은 능선은 히노오자키(火ノ尾崎)라고 불리는데, 봉수대가 있던 자리로 고봉(鼓峰)과 함께 군단이 실제 주둔했던 곳으로 여긴다. 비사문천을 모시는 용도로 쓰였던 건물터도 있는데, 부근에서 경통(經筒) 등 유물도 출토되기도 했다.
덧붙여 오노조시 명칭은 이 오노성에서 유래했다.

## 역사 · 연혁
백제 부흥을 지원하기 위해 참전한 왜국은 663년 백강 전투에서 나 · 당 연합군에 대패했다. 이후, 덴지 천황은 나 · 당연합군 침공에 대비하여 방비를 견고히 하기 위해 많은 방비 시설 건설에 주력하게 되는데(《일본서기》) 664년 북큐슈의 쓰시마(対馬) · 이키(壱岐) · 쓰쿠시(筑紫)에 사키모리(防人, 변경수비대)와 봉수를 설치하고, 다자이후 서쪽인 쓰쿠시에 평지성인 미즈키(水城)을 축조하고, 665년 8월에는 나가토(長門)에 성을 쌓고 망명해온 백제 유민들인 억례복류(憶礼福留)와 사비복부(四比福夫)를 쓰쿠시에 파견하여 쓰시마로부터 북큐슈, 기나이 왕도에 이르는 국방상의 요새로 오노성과 기성(椽城)을 쌓게 한다. 이것은 이전 일본에서는 존재하지 않았던 방어시설물로서 백제 망명세력 지도하에 축조했으며, 일본에서는 이를 조선식 산성이라 부른다. 이렇게 축성한 성이 오노성이며, 기성은 지금 기이성(基肄城)으로 추정하고 있다.
2006년 4월 6일에 일본 100대 명성(名城) 가운데 86번째로 선정되었으며, 2007년 6월부터 전국 규모 일본 100대 명성 스탬프 릴리가 개시되었다.

## 시오지산
산 이름인 시오지산(四王寺山)은 고닌 천황(光仁天皇) 호키(宝亀) 5년(774년)에 외적(外敵)의 구축을 기원하며 산꼭대기에 시오인(四王院)을 건립한 데서 비롯되었다. 현재 그 창고의 자취로 여기는 건물터 주춧돌 주변에서 탄화미를 발견하기도 했다.

## 같이 보기
- 오노성 (후쿠이현)
- 오노성 (아이치현 도코나메시)

## 참고자료
- 舎人親王(도네리 친왕), 『日本書紀』(《일본서기》).